# 张纪南

张纪南（1957年2月—），广东揭西人。1974年10月参加工作，1978年2月加入中国共产党，武汉水运工程学院（现武汉理工大学）机械制造专业毕业，南开大学企业管理专业在职博士研究生学历，管理学博士学位。中共第十九届中央委员。云南省军区原司令员张肖南之弟。

## 生平
历任共青团天津市委副书记；海南省旅游总公司总经理；中共海南省委组织部副部长、省企业工委书记等职。2002年4月获任中共海南省委常委，5月兼任省委组织部部长，2003年12月调任中共河南省委常委、组织部部长，2004年5月上调中央，任中组部部务委员、干部二局（地方干部局）局长，2007年3月升任副部长。2013年4月履新出任中央机构编制委员会委员、办公室主任。2018年3月，出任人力资源和社会保障部部長。2022年6月，免去人力资源和社会保障部部長职务，被增补为第十三届全国政协委员、全国政协人口资源环境委员会副主任。